# Pseudo-Agustín
Pseudo-Agustín es el nombre dado por los académicos a los autores de obras, colectivamente, falsamente atribuidas a Agustín de Hipona. El propio Agustín en sus Retractiones enumera muchas de sus obras, mientras que su discípulo Posidio trató de proporcionar una lista completa en su Indiculus. A pesar de este control, abundan las falsas atribuciones a Agustín.
Los Sermones ad fratres in eremo son una colección de sermones pseudoagustinianos. Es, con diferencia, lo más destacado. Fue impreso junto con otros sermones de Agustín en Basilea en 1494 por Johann Amerbach. Su autenticidad fue rechazada por los mauristas en el siglo XVII. Una vez se pensó que fuera obra de Geoffroy Babion en el siglo XII, aunque ahora se acepta que los sermones fueron compuestos por un belga anónimo en el siglo XIV. Fueron forjados con la aparente intención de fortalecer las afirmaciones históricamente dudosas de la orden mendicante de San Agustín de haber sido establecida en Hipona por el propio Agustín.
Entre las obras pseudoagustinianas sobre espiritualidad se encuentran Manuale y Meditationes. Entre las obras polémicas seudónimas relacionadas con los conflictos pelagiano y arriano se encuentran De fide ad Petrum (en realidad de Fulgencio de Ruspe), De unitate Trinitatis contra Felicianum (en realidad de Vigilio de Tapso), Altercatio cum Pascentio Ariano, Hypomnesticon contra Pelagianos et Caelestianos y De praedestinatione et gratia. Sobre exégesis bíblica existen Quaestiones Veteris et Novi Testamenti (probablemente de Ambrosiaster), Testimonia divinae scripturae et patrum, Liber de divinis scripturis sive Speculum y un comentario sobre el Libro del Apocalipsis en realidad de Cesáreo de Arlés. También hay obras filosóficas falsas atribuidas a Agustín, como Categoriae x ex Aristotele decerptae.
La carta pseudoagustiniana del siglo V Gravi de pugna se citaba a menudo para justificar la guerra.